# Ricinocarpos linearifolius
Ricinocarpos linearifolius là một loài thực vật có hoa trong họ Đại kích. Loài này được Halford & R.J.F.Hend. mô tả khoa học đầu tiên năm 2007.